# Richard Mascarañas
Richard Mascarañas (Tacuarembó, Uruguay 14 de septiembre de 1979) es un ciclista uruguayo.

## Biografía
Comenzó compitiendo en primera categoría por el club Cruz del Sur, de allí pasó al Club Ciclista Alas Rojas de Santa Lucía en el cual militó durante 16 años (2001-2017)
Joven promesa en sus inicios, consolidó sus actuaciones con la experiencia, lo que lo llevó a ganar la Vuelta Ciclista del Uruguay en dos ocasiones (2008 y 2010).
Con su victoria en la Vuelta Ciclista del Uruguay 2010, por primera vez un ciclista uruguayo logró ubicarse en el tercer lugar en el ranking americano de la UCI, culminando al final de la temporada en la séptima posición.
También ha vestido la casaca celeste de Uruguay en varias oportunidades y su máximo lauro lo consiguió el 11 de mayo del 2008, cuando se consagró campeón panamericano de ruta.

## Palmarés
2000
- 1 etapa de Rutas de América

2003
- 1 etapa de Rutas de América

2004
- 1 etapa de la Vuelta Ciclista del Uruguay

2006
- 1 etapa de la Vuelta Ciclista del Uruguay

2007
- 1 etapa de Rutas de América

2008
- Vuelta Ciclista del Uruguay, más 1 etapa
- 1.º en el Campeonato Panamericano de Ciclismo en Ruta

2009
- 2.º en el Campeonato Nacional de Ruta
- 1 etapa de Rutas de América
- 3.º en el Campeonato Nacional Contrarreloj
- 1 etapa de la Vuelta Ciclista del Uruguay

2010
- 1 etapa de Rutas de América
- Vuelta Ciclista del Uruguay, más 2 etapas

2016
- 3.º en el Campeonato Nacional Contrarreloj
- 1 etapa de la Vuelta Ciclista del Uruguay

2017
- 1.º en el Campeonato Nacional de Ruta